# Aphis kamtchatica
Aphis kamtchatica är en insektsart som beskrevs av Pashtshenko 1994. Aphis kamtchatica ingår i släktet Aphis och familjen långrörsbladlöss. Inga underarter finns listade i Catalogue of Life.